# Logudorói nyelv

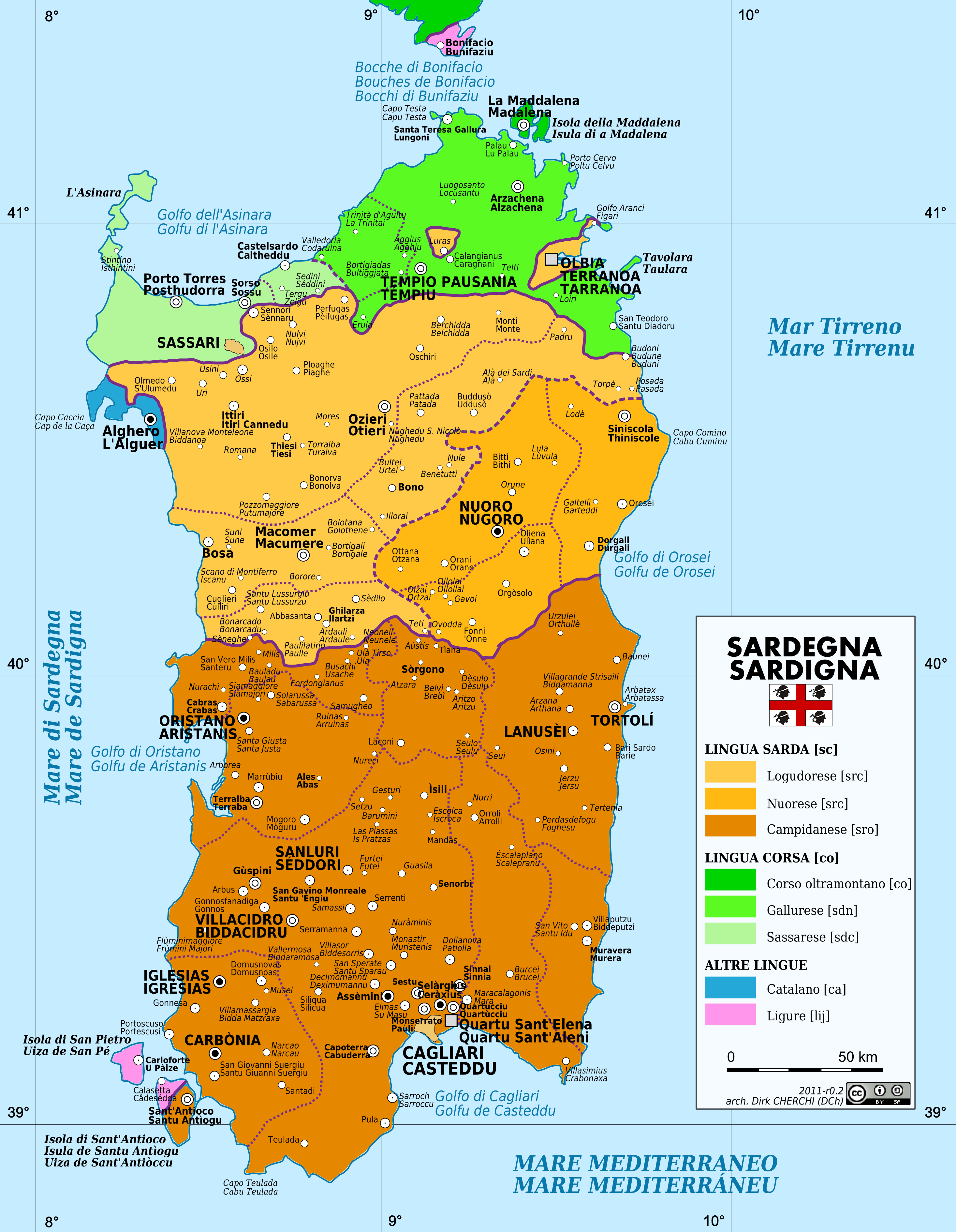
Szardínia nyelvi térképe

A logudorói nyelv vagy logurdói szárd nyelv (szárdul és saját nevén Sardu Logudoresu, olaszul Sardo Logudorese) egyik részről a szárd nyelv északi dialektusa, másrészt önálló sztenderd változattal bíró szárd nyelvváltozat, az újlatin nyelvcsalád italikus ágán belül.
A logudoróiban nincs a többi újlatin nyelvre jellemző g és k hangok palatalizálása. Például a logudorói kentu szó olaszul cento, amelyben a szó eleji c-t tʃ-nek kell ejteni.
A logudoróit félmillió ember beszéli. A második világháború során sok ember vándorolt ki Szardíniából még Torinóba, Milánóba vagy Genovába. Külföldön elsősorban Ausztrália és Németország területén élnek logudorói nyelven beszélő szárdok.
A logudorói nyelv északi dialektusai váltanak a sassari és gallurai nyelvekbe, melyek közelebb állnak a korzikai és toszkán nyelvekhez. Az északi logudorói dialektusokat a déli szárdok nagyon nehezen értik szemben a dél-logudorói dialektussal. A logudorói sokkal élésebb eltéréseket mutat az olasz nyelvtől mint a szárd többi nyelvjárása és az irodalmi nyelve, amely főleg déli szárd nyelvjáráson alapul.

## Területe
Logudoro régió zártabb térség Szardíniában. Bosa, Macomer, Ozieri városok vidékeiből áll össze a területe. Közel áll hozzá a nuorói nyelvjárás a sziget keleti felén. Gyakran nevezik a kettőt lugorodói-nuorói nyelvjáráscsoportnak is.
Szardínián félmillióan beszélik megközelítőleg a lugodorói nyelvet, a diaszpórával összevetve pedig talán 700 ezren. Ez több mint a fele a szárd nyelv teljes beszélőinek.

## Kialakulása és jellemzői
Eduardo Blasco Ferrer végezte az eddigi legalaposabb vizsgálatokat a lugorodói nyelven. A logurodóiban is tapasztalható a katalán és a spanyol nyelv erős hatása, mégis sajátosabban alakult ez a szárd dialektus.
A logurodóiban olyan szavak lelhetők fel, amelyek nem a latinból erednek. Ezek az elemek valószínűleg a római hódítást megelőzően itt beszélt nyelv szubsztrátumai lehetnek. Ezek a szubsztrátumok hiányoznak a szárd írott nyelvből és a többi dialektusból. A logurodói helynevek is számos archaizmusra vallanak.
Bár logurodói is hatottak más nyelvek, sokkal kevesebb külső befolyás, jövevényszó van benne mint a többi szárd nyelvjárásban. A régi vulgáris latin több sajátossága megmaradt a logurodóiban mint más újlatin nyelvekben. A logurodói megőrizte az igealakokat. Többes szám harmadik személyben az -nt végződés a logurodói nyelvben -n alakra redukálódik.
A logurodóinak több nyelvjárása is van. Némely falusi, vagy völgységi nyelvjárások mutatnak a szokottnál kiugróbb eltéréseket, ennek ellenére a nyelvjárások mindegyike kölcsönösen érthető.
Irodalmi nyelve helyi írókon és a folklóron keresztül ma is él.